# Boris Kaufman
Boris Kaufman (ursprünglich russisch Борис Абелевич Кауфман/Boris Abelewitsch Kaufman; * 24. August 1906 in Białystok, heute Polen; † 24. Juni 1980 in New York City) war ein US-amerikanischer Kameramann. 1955 wurde er mit dem Oscar und dem Golden Globe ausgezeichnet.

## Leben
Boris Kaufman war der jüngere Bruder des Dokumentarfilmers Dsiga Wertow und des Kameramanns Michail Kaufman. Er entstammt einer jüdisch-intellektuellen Familie aus der polnischen Stadt Białystok, die bis 1918 zu Russland gehörte. Nach der russischen Oktoberrevolution 1917 zogen seine Eltern mit ihm nach Westen ins wieder erstehende Polen, während seine Brüder in die Sowjetunion gingen. Die Brüder trafen sich nie wieder und blieben nur in brieflichem Kontakt.
Kaufman ging nach Paris an die Sorbonne und arbeitete nach dem Studium mit dem französischen Filmemacher Jean Vigo zusammen. Zu Beginn des Zweiten Weltkrieges kämpfte Boris Kaufman in der französischen Armee gegen Nazi-Deutschland. Nach der französischen Kapitulation emigrierte er nach Kanada.
1942 ging er in die USA, wo er als Kameramann für Reportagen und Dokumentarfilme tätig war. 1954 engagierte ihn Elia Kazan für den Spielfilm Die Faust im Nacken, der ihm einen Oscar und einen Golden Globe Award für die beste Kamera einbrachte. In den folgenden Jahren arbeitete er neben Kazan hauptsächlich mit Sidney Lumet zusammen. Kaufman führte bei dessen Debütfilm Die zwölf Geschworenen die Kamera. 1970 beendete er seine Arbeit als Kameramann. 1979 wurde er in die American Academy of Arts and Sciences aufgenommen.

## Filmografie (Auswahl)
- 1933: Betragen ungenügend (Zéro de Conduite)
- 1934: L’Atalante
- 1934: Zouzou – Regie: Marc Allégret
- 1935: Lucrèce Borgia – Regie: Abel Gance
- 1940: Serenade (Sérénade)
- 1944: Hymn of the Nations (Kurzfilm)
- 1947: Journey Into Medicine (Dokumentarfilm)
- 1949: Roller Derby Girl (Kurzfilm)
- 1954: Die Faust im Nacken (On the Waterfront)
- 1956: Baby Doll – Begehre nicht des anderen Weib (Baby Doll)
- 1957: Die zwölf Geschworenen (12 Angry Men)
- 1959: So etwas von Frau! (That Kind of Woman) – Regie: Sidney Lumet
- 1960: Der Mann in der Schlangenhaut (The Fugitive Kind)
- 1961: Fieber im Blut (Splendor in the Grass)
- 1962: Eines langen Tages Reise durch die Nacht (Long Day’s Journey into Night)
- 1963: All the Way Home – Regie: Alex Segal
- 1964: Henrys Liebesleben (The World of Henry Orient)
- 1964: Der Pfandleiher (The Pawnbroker)
- 1965: Film
- 1966: Die Clique (The Group)
- 1968: Bye Bye Braverman – Regie: Sidney Lumet
- 1968: Up Tight! – Regie: Jules Dassin
- 1968: Auftrag Mord (The Brotherhood) – Regie: Martin Ritt
- 1970: Tell Me That You Love Me, Junie Moon